# Josephine Tewson
Josephine Tewson (født 26. februar 1931, død 18. august 2022) var en engelsk skuespiller, der nok bedst er kendt for sin rolle som Elizabeth i den britiske tv-serie Fint skal det være og som Miss Davenport i den britiske tv-serie Last of the Summer Wine.

## Tidligere Liv
Tewson blev født i Hampstead, London. Hendes far var professionel musiker. Efter gymnasiet studerede Tewson på Royal Academy of Dramatic Art. Hun var kortvarigt gift med skuespiller Leonard Rossiter men de blev skilt i 1961.